# Xutos & Pontapés
Os Xutos & Pontapés são uma banda portuguesa de rock formada no final do ano de 1978.

## História
Em dezembro de 1978, Zé Pedro, Kalú, Tim e Zé Leonel formam a banda Delirium Tremens em Lisboa. Pouco depois, mudaram o nome da banda para "Beijinhos e Parabéns" e, finalmente, escolheram como nome definitivo, por sugestão de Gimba, de "Xutos & Pontapés". Realizando o seu primeiro ensaio na Senófila, o seu primeiro concerto foi em 13 de Janeiro de 1979, com Zé Leonel na voz, Tim no Baixo, Zé Pedro na guitarra e Kalú na bateria, na sala Alunos de Apolo para a comemoração dos 25 anos do Rock & Roll.  
Em 1981 entra para a banda o guitarrista Francis e sai Zé Leonel, acumulando Tim as funções de baixista e vocalista.
Em 1982, editam o primeiro álbum: 1978-1982.
Em 1983 Francis sai da banda que passa a actuar com músicos convidados, entre os quais o saxofonista Gui. No mesmo ano entra para a banda o guitarrista João Cabeleira.
O primeiro álbum gravado por João Cabeleira em 1985 foi Cerco com as músicas "Barcos gregos" e "Homem do leme" que sairiam também em single.
A explosão mediática começou em 1987 com o álbum Circo de Feras e os seus mega sucessos "Contentores", "Não sou o único" e "N'América". Continuou com o single "7º Single" e o seu estrondoso hit "A minha casinha". 
O álbum 88 foi um dos pontos mais altos da carreira dos Xutos e Pontapés com os mega êxitos "À Minha Maneira", "Para Ti Maria" e "Enquanto a noite cai", entre outros, dando início a uma das maiores turnés da banda que ficou retratada no álbum "Xutos — Ao vivo".
Em 1990 sai o álbum Gritos mudos, com a música "Gritos mudos" a ser também um grande sucesso.
Na década de 1990, alguns dos seus elementos colaboram noutros projectos. Tim integra os Resistência, Zé Pedro e Kalu abrem o bar Johnny Guitar e integram a banda de Jorge Palma, Palma's Gang, com Flak e Alex, ambos dos Rádio Macau.
Em 1992 editam o álbum Dizer não de Vez.
Em 1993, Direito ao Deserto.
Em 1998 editam o álbum Tentação, que serve de banda sonora ao filme de Joaquim Leitão, Tentação (filme).
Em 1999, com novo folêgo, fazem a turné XX Anos Ao Vivo, onde fazem cerca de oitenta concertos. Em ano de comemoração dos vinte anos de carreira é também editada uma compilação de homenagem, XX Anos XX Bandas, com a participação de várias das bandas e artistas. Nesse ano, gravam ainda o tema "Inferno" para o filme do mesmo nome de Joaquim Leitão.
Os membros dos Xutos & Pontapés em 2004, foram agraciados pelo Presidente da República Jorge Sampaio com o grau de Comendador da Ordem do Mérito. Nesse mesmo ano, os Xutos deram dois concertos no Pavilhão Atlântico, em Lisboa, nos dias 8 e 9 de Outubro para celebrar os seus 25 anos de carreira. A canção "O Mundo ao Contrário" do álbum homónimo foi escolhida para música oficial do filme Sorte Nula, que conta com uma breve participação de Zé Pedro como actor.
Em 2005, os Xutos & Pontapés realizaram uma turné intitulada A turné dos 3 desejos, na qual deram três séries de concertos, cada um com um alinhamento diferente. Em 2006 não só deram um concerto acústico, em celebração dos seus vinte e oito anos, como também lançaram um DVD triplo com toda a sua história desde o início (1978) até 2005 (turné 3 desejos).
Em 2006, António Feio encenou um musical Sexta Feira 13 com apenas músicas dos Xutos, tendo estes concebido um tema especialmente para o musical com mesmo nome da peça
Ainda no mesmo ano, foram convidado pelos Gato Fedorento a interpretar o genérico do Diz Que É Uma Espécie de Magazine'.
Em 2008 foram convidados pela Associação Encontrar-se a integrarem o Movimento UPA — Unidos Para Ajudar, em conjunto com os Oioai, para interpretarem o tema de solidariedade "Pertencer". Ainda em 2008 receberam uma estrela em sua homenagem no Muro da Fama - Nirvana Studios
Ao longo do ano de 2009, é reeditada toda a discografia da banda. São editadas em vinil e limitadas a 500 unidades, o que se torna numa peça de coleccionador.
Já em Setembro desse ano, os Xutos & Pontapés actuam perante 40 mil espectadores num estádio do Restelo quase cheio para ver o derradeiro concerto de comemoração dos trinta anos de carreira da banda. Os Pontos Negros e Tara Perdida asseguraram as primeiras partes e nomes como Camané, Pacman, Manuel Paulo e Pedro Gonçalves foram os convidados da noite.
Depois de terem completado 30 anos, os Xutos têm mais uma prenda dos fãs, em Setembro de 2009, são nomeados para os EMAs na categoria de "Best Portuguese Act", ganhando o prémio em Novembro do mesmo ano.
Em 2012 sai o disco "O Cerco Continua" com músicas do disco "Cerco" mas noutra versão. 
Em 2014 é lançado o disco "Puro", que comemora os 35 anos da banda.
A 30 de Novembro de 2017 morre o guitarrista e fundador Zé Pedro aos 61 anos, vítima de doença hepática.
Em 2019 é lançado o disco ''Duro'', que comemora os 40 anos da banda

## Formação

### Membros actuais
- Kalú (bateria e vocais de apoio) (1978-actualidade)
- Tim (baixo e voz) (1978-actualidade)
- João Cabeleira (guitarra solo) (1983-actualidade)
- Gui (saxofone e vocais de apoio) (1983-1990, 2002-actualidade)

### Membros passados
- Zé Leonel (voz) (1978-1981) (falecido)
- Francis (guitarra) (1981-1983)
- Ricardo Delgado (teclas), convidado por Leonel (1981)
- Zé Pedro (guitarra ritmo e vocais de apoio) (1978-2017) (falecido)

## Discografia
A sua discografia é composta pelos álbuns: 
- 1978-1982 (1982) [14]
- Cerco (1985) [15]
- Circo de Feras (1987)
- 88 (1988)
- Gritos Mudos (1990)
- Dizer Não De Vez (1992)
- Direito ao Deserto (1993)
- Dados Viciados (1997)
- Tentação — Banda sonora do filme Tentação do realizador Joaquim Leitão (1998) [16]
- XIII (2001)
- O Mundo Ao Contrário (2004)
- Xutos & Pontapés (2009)
- Puro (2014)
- Duro (2019)

Colaboraram com outros artistas nos albuns: 
- Ao Vivo no Rock Rendez-Vous (1984): temas Esquadrão da Morte / 1º de Agosto
- Resistência ao Vivo (1992) [17]
- Johnny Guitar (1993) — Remar Remar (Versão Máxi)/Formiga Branca [18]
- Filhos da Madrugada (1994) — tema Coro da Primavera de José Afonso) [19]
- Portugal Ao Vivo II (1995) — tema O Homem do Leme
- Timor Livre (1995) — Jogo do Empurra / Outro País / Coro da Primavera / Lugar Nenhum
- A Cantar Con Xabarín III/IV (1996) — Naquele Bar
- On 3 (1999) — Esquadrão da Morte
- Ar de Rock 20 anos Depois (2000) — Chico Fininho [20][21]
- Som da Frente (2002) — Indicativo do programa
- O Irmão do Meio de Sérgio Godinho (2003) — Antes o Poço da Morte [22]
- Zé Manel Taxista (2003) — Rock do Benfica
- Leopoldina (2010) — Eu Perdi o Do da Minha Guitarra [23]